# 食人章魚
食人章魚（雅美語：Koyta），是台灣蘭嶼達悟族椰油部落傳說中的巨大海怪，因為吞食了小孩而被達悟族所殺。

## 傳說
過去椰油部落的海邊棲息著一隻巨大的章魚，牠會捕食在海中游泳的小孩，而大人們雖然悲傷，也都以為只是被海浪捲走。
直到有一次大章魚又抓走小孩時，被小孩的朋友看到（一說牠直接出現在海邊），小孩把事情告訴大人後，被抓走小孩的父母相當生氣，決定報仇。他們找來一個大陶鍋，放入燃燒的木材和燒紅的木炭並蓋緊、推入海中，大章魚因以為那是獵物而伸出觸手抱緊陶鍋，就算陶鍋越來越熱也以為是獵物在掙扎，反而抱更緊，最後就被燙死了。
後續
因為食人章魚的屍體在海邊腐爛並散發惡臭，部落的族人因此決定遷移到今日的椰油部落位置。

## 地點
傳說中故事發生的時候，椰油部落居住的地方是位於開元港北方一個叫做「Do-Vanoa no Mataw」的灣澳（大致上位於今開元派出所附近），至今達悟族人仍會告訴小孩不要靠近當地，因為有大章魚出沒，也有人認為食人章魚傳說是源自該地波濤洶湧、經常會有漩渦暗流，相當危險，為了讓小孩遠離而編造出來的。

## 其他傳說
除了椰油部落，紅頭部落也有類似的食人章魚傳說，傳說過去有食人章魚從海中伸出觸手抓住一名在水田中工作、名叫西露婭的女性，要把她拖進水中，但她的丈夫夏朋立刻穿上戰甲跳入海中，用短劍跟食人章魚戰鬥並成功將其殺死。